# Lasnamäe
Městská část Lasnamäe (estonsky Lasnamäe linnaosa) je jedna z osmi městských částí estonského hlavního města Tallinnu. Nachází se na východním okraji města a sousedí na severu s městskou částí Pirita na západě s městskou částí Tallinna Kesklinn. Je městskou částí s nejvyšším podílem ruského obyvatelstva.

## Členění
Městská část Lasnamäe zahrnuje čtvrti Katleri, Kurepõllu, Kuristiku, Laagna, Loopealse, Mustakivi, Pae, Paevälja, Priisle, Seli, Sikupilli, Sõjamäe, Tondiraba, Uuslinn, Väo a Ülemiste.